# Éditions de l'Aire
 (janvier 2014).
Les Éditions de l’Aire sont une maison d'édition suisse.

## Historique[1]
Dans les années 1950, des élèves et amis d'André Bonnard décident de créer une revue nommée Rencontre. Trois ans plus tard, la revue se transforme en coopérative ayant pour but d'éditer des traductions de textes classiques grecs. C'est cette coopérative qui publia des traductions faites par Philippe Jaccottet, Georges Haldas, Lucien Dallinges ou André Bonnard pour n'en citer que quelques-uns. Afin de soutenir l'activité éditoriale de la coopérative, la société Rencontre SA est fondée. Cette dernière souffrit des événements liés à mai 68 et de ses conséquences économiques (grèves et dévaluation du franc français). Aussi, en 1974, Rencontre SA est liquidée alors que la Coopérative Rencontre cesse simplement ses activités.  
En mai 1978, après 4 ans de latence, sous l'impulsion de Michel Moret, la Coopérative Rencontre change de nom et voit ses statuts modifiés pour devenir les Éditions de l’Aire. Depuis, les Éditions de l’Aire se sont spécialisées principalement dans la littérature et la poésie. Comptant plus de 1600 titres à son catalogue, les Éditions de l’Aire se classent actuellement parmi les principales maisons d’édition suisses romandes. La maison a à cœur de défendre la littérature suisse classique et contemporaine, et de soutenir des écritures nouvelles et singulières. Elle publie également des ouvrages historiques, socio-politiques et offre une fenêtre aux écritures d’ailleurs en publiant des auteurs polonais, danois, allemands, autrichiens, ainsi que des auteurs français et belges dont Georges Simenon. 
En 1995, les Éditions de l’Aire deviennent une Société anonyme abandonnant ainsi son statut de coopérative. 

## Distinctions
Les livres et auteurs publiés par les Éditions de l’Aire ont été distingués par les prix littéraires suivants : 
- Prix littéraire SPG (2019)
- Prix Lipp Suisse (2004)
- Prix Bibliomedia (1981, 1983, 1986, 1989, 1991, 1992, 1995, 1998, 2010, 2023)[4]
- Prix Lettres-Frontières (2015)
- Prix des auditeurs de la RTS (2015)
- Prix du roman des Romands (2011, 2015)
- Grand prix C.F. Ramuz (Alice Rivaz 1980)
- Prix Édouard-Rod (2001, 2011, 2018, 2019, 2020)
- Prix Michel-Dentan (1987, 1988)
- Prix Rambert (1974, 1992, 1998, 2001, 2007, 2013, 2025)
- Prix de la première œuvre littéraire francophone (2013, 2014)
- Prix Loterie Romande[5] (2022)
- Prix littéraire de L’Œuvre d’Orient[6] (2022)

La maison publie également depuis 2016 les lauréats du Prix Georges-Nicole.

## Principaux auteurs publiés
- Raphaël Aubert
- Alain Bagnoud
- Peter Bichsel
- Serge Bimpage
- Annie Bentoiu
- S. Corinna Bille
- Sylvie Blondel
- André Bonnard
- Mousse Boulanger
- Michel Buenzod
- Hermann Burger
- Marguerite Burnat-Provins
- Erika Burkart
- Julien Burri
- Christian Campiche
- Maurice Chappaz
- Gaston Cherpillod
- Jacques Chessex
- Georges-André Chevallaz
- Yves Christen
- Anne Cuneo
- Laurence Deonna
- Suzanne Deriex
- Corinne Desarzens
- Marie-Claire Dewarrat
- Pierre-Laurent Ellenberger
- Gérard Delaloye
- Gilberte Favre
- Bastien Fournier
- Reynald Freudiger
- Rainer Maria Rilke
- Vahé Godel
- Thorkild Hansen
- Thomas Hardy
- Eveline Hasler
- Markus Hediger
- Blaise Hofmann
- Ludwig Hohl
- Thomas Hürlimann
- Claire Krähenbühl
- Pascale Kramer
- Monique Laederach
- Asa Lanova
- Yves Laplace
- Alphonse Layaz
- Daniel Maggetti
- Plinio Martini
- Janine Massard
- Jacques Mercanton
- [Grégoire Müller]
- Denise Mützenberg
- Jean Pache
- Rose-Marie Pagnard
- Charles-Ferdinand Ramuz
- Marcel Raymond
- Grisélidis Réal
- Silvia Ricci Lempen
- Alice Rivaz
- Jacques Roman
- Jean Romain
- François Rossel
- Gustave Roud
- Monique Saint-Hélier
- Jean-Rodolphe de Salis
- Julien Sansonnens
- Annemarie Schwarzenbach
- Jean-Pierre Siméon
- Carl Spitteler
- Pierre-Alain Tâche
- Jean-Raymond Tschumi
- Marie-Jeanne Urech
- Laurence Verrey
- Alexandre Voisard
- Walter Weideli
- Yvette Z'Graggen

## Diffusion
La diffusion des Éditions de l'Aire est assurée en Suisse par Servidis, et en France et en Belgique, par CEDIF / POLLEN.